# Supercopa de la CAF 2022
La Supercopa de la CAF 2022  fue la 31.ª edición de la Supercopa de la CAF, que enfrentó al Wydad Casablanca de Marruecos, campeón de la Liga de Campeones de la CAF 2021-22, y el RS Berkane, también de Marruecos, campeón de la Copa Confederación de la CAF 2021-22.
Esta fue la primera Supercopa de la CAF íntegramente marroquí, y la cuarta que disputan equipos de un mismo país, después de las ediciones de 1994, 1997 y 2008.
RS Berkane ganó su primer título de la Supercopa después de derrotar a Wydad Casablanca 2-0.
El encuentro se disputó en el Estadio Moulay Abdellah de Rabat, en Marruecos.

## Equipos participantes
En negrita ediciones donde el equipo salió ganador.
| Equipo           | Vía de clasificación                               | Participaciones previas |
| ---------------- | -------------------------------------------------- | ----------------------- |
| Wydad Casablanca | Campeón de la Liga de Campeones de la CAF 2021-22  | 3 (1993, 2003, 2018)    |
| RS Berkane       | Campeón de la Copa Confederación de la CAF 2021-22 | 1 (2021-I)              |

## Ficha del partido
| 10 de septiembre | Wydad Casablanca | 0:2     | RS Berkane                    | Estadio Moulay Abdellah, Rabat |                              |
| 20:00            |                  | Reporte | El Bahri 32' · El Moudane 71' | Árbitro(s): Mustapha Ghorbal   | Árbitro(s): Mustapha Ghorbal |

|  |  |

| POR             | 26 | Ahmed Tagnaouti               |     |     |
| DEF             | 35 | Arsène Zola                   |     |     |
| DEF             | 22 | Ayoub El Amloud               | 46' |     |
| DEF             | 14 | Yahia Attiat Allah El Idrissi |     |     |
| DEF             | 4  | Amine Aboulfath               | 69' |     |
| MED             | 10 | Aymane El Hassouni            |     |     |
| MED             | 5  | Yahya Jabrane                 |     |     |
| MED             | 17 | Badi Aouk                     | 84' |     |
| DEL             | 6  | Jalal Daoudi                  | 84' |     |
| DEL             | 33 | Hamid Ahadad                  | 67' |     |
| DEL             | 20 | Bouly Junior Sambou           |     |     |
| Cambios:        |    |                               |     |     |
| POR             | 13 | Ali Lotfi                     |     |     |
| DEF             | 5  | Ramy Rabia                    |     | 46' |
| DEF             | 21 | Ali Maâloul                   |     | 46' |
| MED             | 8  | Hamdy Fathy                   |     | 85' |
| MED             | 11 | Walid Soliman                 |     |     |
| DEL             | 7  | Mahmoud Kahraba               |     | 84' |
| DEL             | 18 | Salah Mohsen                  |     | 67' |
| Entrenador:     |    |                               |     |     |
| Hussein Ammouta |    |                               |     |     |

| POR                | 12 | Hamza Hamiani Akbi    |     |     |
| DEF                | 4  | Issoufou Dayo         |     |     |
| DEF                | 19 | Hamza El Moussaoui    | 34' |     |
| DEF                | 15 | Hamza Regragui        | 85' |     |
| DEF                | 33 | Abdelkarim Baadi      |     |     |
| MED                | 18 | Sofian El Moudane     |     | 86' |
| MED                | 21 | Bakr El Helali        |     | 65' |
| MED                | 9  | Charki El Bahri       |     | 78' |
| MED                | 6  | Mamadou Lamine Camara |     |     |
| DEL                | 10 | Chadrack Muzungu      | 27' | 78' |
| DEL                | 17 | Yassine Labhiri       |     | 78' |
| Cambios:           |    |                       |     |     |
| POR                | 12 | Hamza Hamiani         |     |     |
| DEF                | 15 | Hamza Regragui        |     |     |
| DEF                | 33 | Abdelkrim Baadi       |     | 66' |
| MED                | 11 | Zakaria Hadraf        |     | 65' |
| MED                | 17 | Amine El Kass         |     | 78' |
| DEL                | 3  | Brahim El Bahraoui    |     | 86' |
| DEL                | 19 | Alain Traoré          |     | 77' |
| Entrenador:        |    |                       |     |     |
| Abdelhak Benchikha |    |                       |     |     |

| Jugador del Partido: Árbitros asistentes: Abdelhak Etchiali (Argelia) Mokrane Gourari (Argelia) Cuarto árbitro: Pacifique Ndabihawenimana (Burundi) Video assistant referee: Lahlou Benbraham (Argelia) Adicionales VAR: Dahane Beida (Mauritania) El Hadj Malick Samba (Senegal) | Reglas del partido - 90 minutos. - Tiros desde el punto penal si se mantiene la igualdad al final de los 90 minutos. |  |

|                                |
| Bandera de Marruecos           |
| Campeón RS Berkane 1.er título |